# Fridaythorpe
Fridaythorpe är en by och en civil parish i kommunen East Riding of Yorkshire i England. Orten har 319 invånare (2011). Byn nämndes i Domedagsboken (Domesday Book) år 1086, och kallades då Fridag(s)torp/Frida(r)storp.